# Louis Hugot (1805-1864)
Pour les articles homonymes, voir Hugot (homonymie).
Philippe Henri Louis Hugot (né le 23 ou 26 août 1805 à Strasbourg, mort le 7 juin 1864) est un archiviste et bibliothécaire de la ville de Colmar.

## Carrière
Son père, Henri-Germain Hugot, est percepteur des contributions directes à Strasbourg et sa mère est la filleule du roi Louis-Philippe Ier. Il fréquente le collège de cette ville, où il obtient le diplôme de bachelier puis il part étudié du droit à Paris, après avoir hésité avec la médecine. Licencié, il travaille chez un notaire. Peu après, il est admis à l'École nationale des Chartes. Il en sort en 1831 avec le diplôme d'archiviste-paléographe et revient à Strasbourg où il effectue des recherches sur l'histoire de l'Alsace avant d'être nommé après ses trente ans aux Archives de la Couronne, poste qu'il occupe jusqu'en 1837.
En 1837, le conseil municipal de Colmar décide de séparé les Archives de la Bibliothèque. La Bibliothèque est confié à l'abbé Reichstetter. Recommandé auprès du maire Gabriel Louis Morel par le recteur de l'Académie de Strasbourg, Hugot est nommé au poste d'archiviste de la ville par arrêté du maire du 7 novembre 1837 et restera en poste pendant 27 ans. Lorsque Reichstetter décède, Hugot le remplace et réunit les Archives et la Bibliothèque.
En 1839, il fonde une Société littéraire pour acquérir les principales publications françaises et étrangères et la formation d'une collection de brochures. La société disparaît en 1855.
En 1847, il fonde la Société Martin Schongauer en référence au graveur colmarien Martin Schongauer. Elle a pour objectif de former une collection d'estampes. Le 20 juin 1849, elle obtient de la municipalité, l'affectation de l'ancien couvent des Dominicaines pour constituer un musée. Le Musée Unterlinden ouvre ses portes le 3 avril 1853. En 1860, il publie le premier catalogue du musée.